# شورلت سری سی کلاسیک شش
شورلت سری سی کلاسیک شش (به انگلیسی: Chevrolet Series C Classic Six) یک سری خودرو است که در سال‌های ۱۹۱۱ تا ۱۹۱۳تولید شده‌است.
این خودرو در کلاس خودروی اندازه بزرگ قرار گرفته و طراحی آن موتور جلو-محور عقب بوده است. سیستم جعبه‌دندهٔ آن ۳ دنده است.